# Đula Mešter
Đula Mešter (em sérvio:  Ђула Мештер; Subotica, 3 de abril de 1972) é um ex-jogador de voleibol sérvio que competiu em três edições de Jogos Olímpicos, conquistando uma medalha de ouro e uma de bronze.

## Carreira
Mešter disputou sua primeira Olimpíada na edição de 1996, em Atlanta, quando a então seleção da Iugoslávia conquistou a medalha de bronze derrotando a Rússia por 3 sets a 1. Na edição seguinte, em Sydney 2000, esteve novamente representando a Iugoslávia que chegou a final do torneio olímpico após vencer a favorita Itália nas semifinais, conquistando a inédita medalha de ouro após vitória sobre os russos.
Sua última aparição em Jogos Olímpicos foi em Atenas 2004, onde a seleção da Sérvia e Montenegro foi eliminada nas quartas-de-final pela Rússia.